# Aéroport de Lethbridge
L'aéroport de Lethbridge est un aéroport situé en Alberta, au Canada. La seule ville desservie par cet aéroport est Calgary.

## Compagnies aériennes et destinations
| Compagnies     | Destinations |
| -------------- | ------------ |
| WestJet Encore | Calgary      |

Édité le 27/04/2025